# Żurawica Rozrządowa
Żurawica Rozrządowa – przystanek osobowy PKP Polskich Linii kolejowych znajdujący się w Żurawicy, w województwie podkarpackim, w Polsce. 
W skład przystanku wschodzą dwa perony: 200-metrowy, jednokrawędziowy przy torze w kierunku Przemyśla oraz 300-metrowy, jednokrawędziowy przy torze w stronę Rzeszowa. Dojście na dłuższy peron (peron 2.) jest możliwy dzięki kładce.

## Ruch pasażerski
| Rok  | Wymiana pasażerska na dobę |
| ---- | -------------------------- |
| 2017 | 50-99                      |
| 2022 | 50-99                      |

## Połączenia
Z przystanku można dojechać elektrycznymi pociągami regionalnymi do Przemyśla, Jarosławia, Przeworska, Rzeszowa, Dębicy oraz Tarnowa.
| Linia | Przewoźnik | Trasa                                                                                           |
| REG   | POLREGIO   | Tarnów – Dębica – Rzeszów Główny – Przeworsk – Jarosław – Żurawica Rozrządowa – Przemyśl Główny |
| REG   | POLREGIO   | Rzeszów Główny – Przeworsk – Jarosław – Żurawica Rozrządowa – Przemyśl Główny – Medyka          |